# Marilene
Marilene ist ein weiblicher Vorname. 

## Herkunft und Bedeutung des Namens
Marilene ist eine Nebenform von Marilena.

## Bekannte Namensträgerinnen
- Marilene von Bethmann (1925–1996), deutsche Schauspielerin